# 楼房镇
楼房镇，是中华人民共和国辽宁省丹东市振安区下辖的一个乡镇级行政单位。

## 行政区划
楼房镇下辖以下地区：
梨树沟村、东城村、楼房村、孤山村和马家村。